# کرونل پاچکو
کرونل پاچکو (به پرتغالی: Coronel Pacheco) یک منطقهٔ مسکونی در برزیل است که در میناز ژرایس واقع شده‌است. کرونل پاچکو ۳٬۰۹۰ نفر جمعیت دارد.